# 엔터식스
엔터식스(영어: ENTER-6)는 김상대가 1994년 12월 31일에 설립한 중소형 패션몰이다.

## 지점 현황

### 운영중
- 왕십리역점

2008년 9월 7일 왕십리역에 민자역사인 비트플렉스에 개점하였다.
- 강변테크노마트점

2012년 12월 12일 강변테크노마트에 개점하였다.
- 상봉점

2013년 12월 1일 홈플러스 상봉점 동일건물에 개점하였다.
- 강남점

2017년 1월 19일 고속터미널역 3호선 지하상가에 개점하였다.
- 천호역점

2017년 11월 10일 천호역 지하상가에 개점하였다.
- 파크에비뉴한양대점

2014년 10월 1일 서울숲더샵 아파트 상가에 개점하였다.
- 안양역점

2019년 8월 30일 안양민자역사에 개점하였다.

### 폐업
- 코엑스점

코엑스에 영업을 하다가 리모델링으로 폐점하였다.
- 가든파이브점

2012년 6월 28일 가든파이브에 개점하다가 현대시티아울렛입점이 확정되면서 폐점하였다.
- 해운대점

스펀지 쇼핑몰에 입점 하다가 스펀지 부도로 폐점하였다.
- 동탄메타폴리스점

2021년 1월 31일 계약만료로 폐점하였다.